# República de Mainz
A República de Mainz foi o primeiro sistema político baseado em princípios democrático-burgueses no que hoje é a Alemanha. O Estado Livre de curta duração existiu de 18 de março a 22 de julho de 1793 na margem esquerda do Reno em Kurmainz. Por estar sob a proteção das tropas revolucionárias francesas, ele é contado entre as repúblicas filhas da França (républiques sœurs). A capital da República de Mainz era Mainz ocupada pelos franceses, que também lhe deu o nome.

## Literatura
- Bundesarchiv und Stadt Mainz (Hrsg.): Deutsche Jakobiner – Mainzer Republik und Cisrhenanen 1792–1798. Handbuch, Katalog und Bibliographie zur Ausstellung im Mainzer Rathaus 1981, Mainz 1981
- Klaus Tervooren: Die Mainzer Republik 1792/93. Dissertation, Peter Lang Verlag, Frankfurt am Main 1982
- Walter Grab: Ein Volk muss seine Freiheit selbst erobern. Zur Geschichte der deutschen Jakobiner. Frankfurt am Main 198
- Jörg Schweigard: Die Liebe zur Freiheit ruft uns an den Rhein – Aufklärung, Reform und Revolution in Mainz. Casimir Katz, Gernsbach 2005, ISBN 3-925825-89-4
- Jörg Schweigard:  Felix Anton Blau: Frühdemokrat, Theologe, Menschenfreund. 1. Auflage. Logo-Verlag, Obernburg am Main 2007, ISBN 978-3-939462-05-7
- Franz Dumont: Die Mainzer Republik 1792/93. Französischer Revolutionsexport und deutscher Demokratieversuch. Bearbeitet von Stefan Dumont und Ferdinand Scherf. Mainz 2013 (Heft 55 der Schriftenreihe des Landtags Rheinland-Pfalz)
- Hans Berkessel, Michael Matheus, Kai-Michael Sprenger (Hrsg.): Die Mainzer Republik und ihre Bedeutung für die parlamentarische Demokratie in Deutschland. Nünnerich-Asmus Verlag & Media GmbH, Mainz 201? ISBN 978-3-96176-072-5